# Habib Souaïdia
Habib Souaïdia, né le 16 avril 1969 à Tebessa  (Algérie), est un écrivain franco-algérien, ancien des Forces spéciales de l'Armée algérienne.

## Biographie
Son livre La Sale Guerre de 2001 accuse l'Armée algérienne d'être derrière des massacres de civils dont ceux de Bentalha et Raïs à proximité d'Alger en 1997. Le général Khaled Nezzar, ancien ministre algérien de la Défense, indique lors d'une conférence de presse « qu'à travers sa personne, c'est l'Armée algérienne qui est visée, mais sa démarche n'engage que lui-même si l'enjeu concerne l'Algérie entière. Ce livre provoque en juillet 2002 un procès en diffamation retentissant . Le général Nezzar accuse l’ex-sous-lieutenant Souaïdia de l’avoir diffamé, notamment pour avoir déclaré en mai 2001 lors d'une émission sur la chaine de télévision française La Cinquième : « Chez nous, […] les hommes politiques sont des généraux, c’est eux qui décident. Il n’y a pas de président. Cela fait dix années qu’il n’y a pas de président, plus même. Il y avait des généraux, ce sont eux les politiciens, c’est eux les décideurs, c’est eux qui ont fait cette guerre. C’est eux qui ont tué des milliers de gens pour rien du tout ». Le 27 septembre 2002, le Tribunal correctionnel de Paris déboute le général Nezzar, suivant ainsi les réquisitions du ministère public qui avait reconnu la bonne foi de Habib Souaïdia.
En Algérie, le 29 avril 2002, le Tribunal criminel d'Alger l'a condamné à vingt ans de réclusion par contumace pour participation à une entreprise de démoralisation de l'armée et complot portant atteinte à l'intégrité du territoire national. Souaïdia étant exilé en France, ce procès s'est déroulé en son absence. En janvier 2006, il a été condamné à mort par contumace par le tribunal de Bouira, pour « enlèvement et assassinat », en juillet 1994, de trois personnes dans la région de Lakhdaria, alors qu'il était en poste dans la région.
Selon le ministère public, un site Internet indique qu'il a déclaré être « prêt à retourner en Algérie pour porter les armes contre les généraux ».